# Provinz Córdoba (Argentinien)
Die Provinz Córdoba liegt im zentralen Argentinien etwas nördlich dessen geografischen Zentrums, sie wird deshalb manchmal auch das „Herz Argentiniens“ genannt. Córdoba gehört zu den dichter bevölkerten und wirtschaftlich wichtigen Gebieten des Landes. Ihre Hauptstadt, die ebenfalls Córdoba heißt und der Provinz ihren Namen gab, ist die zweitgrößte Stadt Argentiniens und ein bedeutendes Industriezentrum.
Córdoba grenzt im Norden an Santiago del Estero, im Osten an Santa Fe, im Südosten an Buenos Aires, im Süden an La Pampa, im Südwesten an San Luis, im Westen an La Rioja und im Nordwesten an Catamarca.

## Geographie
Geographisch gesehen besteht die Provinz aus zwei Teilen: dem gebirgigen Westen mit den Sierras de Córdoba, die zu den Sierras Pampeanas gehört, und der flache Osten als zur Hälfte zur Chaco-Ebene gehörig und Richtung Küste zur Pampa-Ebene überleitend.

### Gebirge
Die Sierras de Córdoba bestehen aus drei in Nord-Süd-Richtung laufenden Gebirgsketten: der Sierra Grande im Westen, der Sierra Chica im Osten und der Sierra de los Comechingones, die südlich an beide vorgenannten Gebirgszüge anschließt. Von diesen drei Hauptgebirgszügen zweigen mehrere, niedrigere Nebenzüge ab; die wichtigsten sind die Sierra de Ambargasta im Norden der Sierra Chica und die Sierra de Pocho im Westen der Sierra Grande.
Höchste Erhebungen sind der Cerro Champaquí (2790 m) in der Sierra Grande und der Cerro Los Gigantes (2370 m) in der Sierra Grande, die höchste Erhebung der Sierra Chica ist der Uritorco (1979 m). Zwischen den einzelnen Sierren gibt es drei in Nord-Süd-Richtung verlaufende Täler, das Valle de Punilla, das Valle de Calamuchita und das Valle de Traslasierra, sowie Hochebenen auf 1500–2000 Metern Höhe, die sogenannten pampas serranas, die eine karge Vegetation aufweisen und nur sehr dünn besiedelt sind.

### Ebenen
Die Ebenen im Osten sind das am dichtesten bevölkerte Gebiet der Provinz. Sie teilt sich geografisch in die Gebiete im Norden rund um den Río Dulce und den See Mar Chiquita, die zum Gran Chaco gerechnet werden, und in den Süden, der zur Pampa gehört. Die Grenze zwischen beiden Vegetationszonen ist nicht genau definierbar, da die Ebene landwirtschaftlich intensiv genutzt wird und deswegen kaum noch originale Vegetation erhalten ist; sie lag früher südlich der Stadt Córdoba, Trockenwälder nach Art des Chaco sind aber heute nur noch nördlich der Stadt Deán Funes (ca. 100 km nördlich von Córdoba) vorhanden.

### Gewässer
Markantestes Gewässer der Provinz ist der See Mar Chiquita im Nordosten der Provinz, der mit 5.770 Quadratkilometern Ausdehnung der größte Argentiniens und zweitgrößte Südamerikas ist. Er ist abflusslos und salzhaltig und entwässert ein weitläufiges Gebiet im Nordwesten Argentiniens. Wichtigste Zuflüsse sind der Río Dulce im Norden sowie der Río Suquía oder Río Primero und der Río Xanaes oder Río Segundo im Süden.
Zwei weitere Flüsse durchqueren die Provinz von West nach Ost: der Río Ctalamochita (Río Tercero) und der Río Chocancharava (Río Cuarto); sie vereinigen sich im Osten der Provinz zum Río Saladillo, der in den Río Paraná mündet. Im äußersten Süden von Córdoba fließt der Río Popopis (Río Quinto) ebenfalls von West nach Ost, er versiegt jedoch in einem Sumpfgebiet im Südosten der Provinz.
Mehrere künstliche Stauseen stauen die jeweiligen Flüsse. Die größten sind der Embalse Río Tercero (bei Embalse), der Embalse Cruz del Eje im Nordwesten, der Embalse Ingeniero Medina Allende im Westen, der Embalse Los Molinos im Zentrum und der Embalse San Roque bei Villa Carlos Paz.

### Klima
Das Klima ist in den niedrig gelegenen Teilen der Provinz gemäßigt mit warmen bis heißen, feuchten Sommern (22°-26 °C Durchschnittstemperatur) und milden, extrem trockenen Wintern (10°-13 °C Durchschnittstemperatur, mit großen Schwankungen zwischen Tag und Nacht), in denen es häufig zu Waldbränden kommt. Die Ebenen westlich der Sierras sind wegen der vorherrschenden Ostwinde mit etwa 550 mm Niederschlag im Jahr dabei trockener als die im Osten mit 750 bis 850 mm. Auf den Pampas Serranas und den Höhenlagen der Sierras herrscht ein raues Klima mit kühlen Sommern (15 °C) und kalten Wintern (5 °C) mit häufigen, aber meist nur schwachen Schneefällen.

### Flora und Fauna
In den Ebenen ist von der originalen Flora nur noch wenig erhalten, am ursprünglichsten sind die Gebiete rund um die Salzwüste Salinas Grandes im Nordwesten der Provinz, da dort wegen der schlechten Bodenqualität keine Landwirtschaft betrieben wird. Auch die Sierras de Córdoba sind außerhalb der touristischen Zonen noch weitgehend in einem natürlichen Zustand. Sowohl in den Ebenen als auch im Gebirge dominieren niedrige Bäume und Dornbüsche.
An Wildtieren findet man Raubkatzen wie den Puma, die Bergkatze und den seltenen Yaguareté, eine Art des Jaguars. Im Süden gibt es auch Hirsche und Rehe. Der bekannteste Vogel ist der Andenkondor, der in den Sierras Grandes und Sierras de Comechingones vorkommt.

### Naturschutzgebiete
Es gibt einen einzigen Nationalpark in der Provinz, den Nationalpark Quebrada del Condorito, der in den Sierras Grandes liegt und die Umgebung einer Schlucht schützt, in der besonders viele Kondore nisten. Bedeutende Naturschutzgebiete unter Verwaltung der Provinz sind das Naturreservat Sümpfe des Río Dulce und Mar Chiquita um den gleichnamigen See sowie das Naturreservat Salinas Grandes im Nordwesten um die gleichnamigen Salzpfannen. Weiterhin gibt es zahlreiche kleinere Naturreservate in den Sierras de Córdoba.

### Bevölkerung
Mit ihren etwa 3,8 Millionen Einwohnern (2022) ist die Provinz bevölkerungsmäßig die zweitwichtigste Argentiniens nach der Provinz Buenos Aires.
Die Bevölkerung der Provinz besteht hauptsächlich aus den Nachkommen von Einwanderern (Spanier, Italiener, Syrer, Libanesen, Armenier und Deutsche) sowie aus zugewanderten Argentiniern aus den Nordprovinzen. Etwa zehn Prozent sind Ausländer, vor allem aus Bolivien und Peru. Es gibt aber auch zahlreiche Ausländer aus Europa, die wegen der Natur in die Provinz gezogen sind (migrantes ambientales).
Die Ureinwohner (Comechingones im Westen und Sanavirones im Osten) waren sesshaft und bedienten sich einer relativ hochentwickelten Technologie. Sie wurden in der Kolonialzeit jedoch deportiert und dann ausgerottet, so dass sich nur wenige Ortsbegriffe in die heutige Zeit retten konnten. Die wenigen Übriggebliebenen vermischten sich durch Mestizisierung mit den Einwanderern.
Das Bevölkerungswachstum lag mit 10,3 Prozent zwischen 1991 und 2001 laut der Volkszählung des INDEC geringfügig unter dem Landesdurchschnitt (10,5 %). Dabei ist zu beachten, dass die touristisch orientierten Gebiete in den Sierras de Córdoba deutlich schneller wachsen als die Regionen im Osten der Provinz. Zwischen 2001 und der Volkszählung 2008 betrug das Wachstum 4,9 Prozent.
Die Verteilung der Bevölkerung ist ungleich. So findet man im Großraum Córdoba und den östlichen Sierras Bevölkerungsdichten von über 100 Einwohnern pro Quadratkilometer, während sie auf den Hochebenen der Sierras und einigen Gebieten im Westen und Nordwesten geringer als 1 ist. Im Osten der Provinz ist die Rate mit etwa 10 recht ausgeglichen.

### Wichtige Städte
Im Großraum Córdoba wohnt mit 1,8 Millionen Menschen mehr als die Hälfte der Bevölkerung der Provinz. Daneben gibt es viele kleine und mittlere Städte, die sich vor allem in den östlichen Regionen befinden, wo die Bevölkerungsdichte abgesehen vom Großraum Córdoba am höchsten und relativ gleichmäßig verteilt ist. In ihnen wohnt etwa ein weiteres Drittel der Bevölkerung. Weite Teile im Westen der Provinz sind dagegen fast unbewohnt.
Neben Córdoba als administrativ-industriellem Zentrum sind Río Cuarto (Agrar- und Chemieindustrie), Villa María (Lebensmittelindustrie), San Francisco (Handelszentrum), Villa Carlos Paz (Fremdenverkehr) und Río Tercero (Chemie- und Waffenindustrie) die größten Städte der Provinz. Wenn auch deutlich kleiner, so hat die Stadt Arroyito besondere Bedeutung als Sitz des größten Konzerns der Provinz, Arcor. Villa General Belgrano gilt als Zentrum der Kolonisation durch Deutsche und ist heute auch als Touristenort von Bedeutung.

#### Städte mit mehr als 10.000 Einwohnern
Einwohnerzahl in Klammern (Volkszählung 2008):
1. Córdoba (1.301.572)
2. Río Cuarto (155.911)
3. Villa María (75.551)
4. San Francisco (61.260)
5. Villa Carlos Paz (56.970)
6. Alta Gracia (46.923)
7. Río Tercero (46.167)
8. Bell Ville (33.281)
9. Villa Dolores (31.193)
10. Jesús María (30.727)
11. Cruz del Eje (30.586)
12. La Calera (30.339)
13. Villa Allende (27.164)
14. Marcos Juárez (26.452)
15. Deán Funes (21.561)
16. Arroyito (21.422)
17. Laboulaye (20.514)
18. Cosquín (19.965)
19. Río Segundo (19.559)
20. Colonia Caroya (19.272)
21. Río Ceballos (18.939)
22. Villa Nueva (18.268)
23. Morteros (16.723)
24. Unquillo (16.714)
25. Las Varillas (16.124)
26. La Falda (15.022)
27. Villa del Rosario (14.970)
28. Pilar (13.608)
29. Oncativo (12.655)
30. La Carlota (12.542)
31. Malvinas Argentinas (12.484)
32. Malagueño (12.461)
33. Oliva (12.156)
34. Santa Rosa de Calamuchita (12.041)
35. General Cabrera (11.321)
36. Almafuerte (11.265)
37. Hernando (10.875)
38. Leones (10.596)
39. Vicuña Mackenna (10.412)
40. Saldán (10.402)
41. Estación Juárez Celman (10.370)
42. Corral de Bustos (10.334)
43. Capilla del Monte (10.331)
44. General Deheza (10.163)
45. Brinkmann (10.049)
46. Montecristo (10.014)

## Politik und Verwaltung

### Politik
In der Provinz gibt es seit 2003 faktisch ein Dreiparteiensystem aus PJ, UCR und der Regionalpartei Partido Nuevo.
Córdoba wurde traditionell im 20. Jahrhundert von der Partei Unión Cívica Radical (UCR) dominiert. Seit Ende der 1990er Jahre ist jedoch insbesondere wegen Korruptionsskandalen in dieser Partei ein Wandel eingetreten. Der 1999 gewählte Gouverneur José Manuel de la Sota (1999–2007) gehört der Partido Justicialista (PJ, auch „peronistische Partei“) an, die auch im Provinzparlament Legislatura Provincial inzwischen die Mehrheit besitzt. UCR und PJ, die in dieser Provinz als Unión Por Córdoba (UPC) firmiert, dominieren unangefochten im Landesinneren, wobei die UCR die meisten Bürgermeister in kleineren Ortschaften stellt.
Erst 2003, nach der Argentinien-Krise, wurde der dritte bedeutende Akteur, die Partido Nuevo (offiziell: Partido Nuevo Contra la Corrupción – Neue Partei gegen die Korruption) gegründet. Sie versteht sich seit dem Niedergang der UCR in der Provinzpolitik als erste Oppositionskraft zum Peronismus, arbeitet auf nationaler Ebene jedoch mit ihm zum Teil zusammen. Die Partei hat ein Wählerpotential von etwa 30 Prozent, wobei sie in der Hauptstadt Córdoba selbst am populärsten ist und dort seit 2003 den Bürgermeister (2003–2007 Luis Juez, der Gründer der Partei, ab Ende 2007 Daniel Giacomino) stellt. Auch in den meisten Gebieten rund um die Hauptstadt wurde die PN 2007 stärkste Kraft.
Von 2007 bis 2011 war Juan Schiaretti Gouverneur von Córdoba. 2015 wurde er für die Wahlallianz Unión por Córdoba erneut zum Gouverneur seiner Heimatprovinz gewählt und löste seinen Parteifreund José Manuel de la Sota ab, der 2011 das Amt wieder übernommen hatte. 2019 wurde Schiaretti deutlich im Amt bestätigt.

### Partnerschaften
Die Provinz Córdoba unterhält seit 2010 eine Partnerschaft mit der Stadt Chongqing, Volksrepublik China.

### Verwaltungsgliederung
Die Provinz Córdoba ist 26 Departamentos gegliedert, diese sind wiederum in Municipios (größere Gemeinden über 2.000 Einwohner) und Comunas (kleinere Gemeinden) unterteilt. Den Municipios steht ein Intendente vor, während es bei den Comunas ein Jefe Comunal ist. Stadtrechte kann eine Gemeinde laut der Provinzverfassung beantragen, wenn sie über 10.000 Einwohner aufweist.
| Departamento                | Fläche | Einwohner (Volkszählung 2022) | Bevölkerungsdichte | Hauptstadt                | Einwohner Hauptstadt (Volkszählung 2001) |
| --------------------------- | ------ | ----------------------------- | ------------------ | ------------------------- | ---------------------------------------- |
| Calamuchita                 | 04.642 | 0.075.911                     | 0.016,3            | San Agustín               | 0.003.588                                |
| Capital                     | 00.562 | 1.505.250                     | 2.678,4            | Córdoba *)                | 1.301.572                                |
| Colón                       | 02.588 | 0.295.725                     | 0.0114,3           | Jesús María               | 0.030.727                                |
| Cruz del Eje                | 06.653 | 0.067.112                     | 0.0010,1           | Cruz del Eje              | 0.030.586                                |
| General Roca                | 12.659 | 0.036.242                     | 0.002,9            | Villa Huidobro            | 0.005.871                                |
| General San Martín          | 05.006 | 0.154.269                     | 0.030,8            | Villa María               | 0.075.551                                |
| Ischilín                    | 05.123 | 0.036.074                     | 0.007,0            | Deán Funes                | 0.021.561                                |
| Juárez Celman               | 08.902 | 0.068.631                     | 0.007,7            | La Carlota                | 0.012.542                                |
| Marcos Juárez               | 09.490 | 0.107.764                     | 0.011,4            | Marcos Juárez             | 0.026.452                                |
| Minas                       | 03.730 | 0.004.870                     | 0.001,3            | San Carlos Minas          | 0.001.744                                |
| Pocho                       | 03.207 | 0.005.123                     | 0.001,6            | Salsacate                 | 0.001.872                                |
| Presidente Roque Saénz Peña | 08.228 | 0.037.726                     | 0.004,6            | Laboulaye                 | 0.020.514                                |
| Punilla                     | 02.592 | 0.221.273                     | 0.085,4            | Cosquín                   | 0.019.965                                |
| Río Cuarto                  | 18.394 | 0.279.923                     | 0.015,2            | Río Cuarto                | 0.155.911                                |
| Río Primero                 | 06.753 | 0.058.428                     | 0.008,7            | Santa Rosa de Río Primero | 0.007.750                                |
| Río Seco                    | 06.754 | 0.015.302                     | 0.002,3            | Villa de María            | 0.004.782                                |
| Rio Segundo                 | 04.970 | 0.113.950                     | 0.022,9            | Villa del Rosario         | 0.014.970                                |
| San Alberto                 | 03.327 | 0.042.166                     | 0.012,7            | Villa Cura Brochero       | 0.005.680                                |
| San Javier                  | 01.652 | 0.063.377                     | 0.038,4            | Villa Dolores             | 0.031.193                                |
| San Justo                   | 13.677 | 0.230.339                     | 0.016,8            | San Francisco             | 0.061.260                                |
| Santa María                 | 03.427 | 0.0144.829                    | 0.042,2            | Alta Gracia               | 0.046.923                                |
| Sobremonte                  | 03.307 | 0.004.503                     | 0.001,4            | San Francisco del Chañar  | 0.002.759                                |
| Tercero Arriba              | 05.187 | 0.120.918                     | 0.023,3            | Oliva                     | 0.012.156                                |
| Totoral                     | 03.145 | 0.022.495                     | 0.007,2            | Villa del Totoral         | 0.008.494                                |
| Tulumba                     | 10.164 | 0.014.134                     | 0.001,4            | Villa Tulumba             | 0.001.495                                |
| Unión                       | 11.182 | 0.114.571                     | 0.0010,2           | Bell Ville                | 0.033.281                                |

*) Das Departamento Capital hat nur eine einzige Gemeinde, die Stadt Córdoba selbst. Einige abgelegene Gegenden des Stadtgebiets werden in den Volkszählungen des INDEC jedoch nicht zur Stadt selbst gerechnet, auch wenn sie derselben Gemeinde unterstehen, daher der Unterschied in den Einwohnerzahlen.
Daten: Statistikamt INDEC

## Wirtschaft

### Wirtschaftszweige
Die Wirtschaft der Provinz steht auf mehreren Pfeilern. In den Städten findet man viel Industrie (Automobil- und Flugzeugindustrie, Maschinenbau, Zement, Chemie, Elektronik und Software in Córdoba, Agrarindustrie und Chemie in Río Cuarto und Villa María), und auf den Ebenen im Osten und Süden wird erfolgreich Land- und Viehwirtschaft betrieben. Auf dem Gebiet der Energieerzeugung gehört die Provinz Córdoba zu den Spitzenreitern Argentiniens, mit mehreren Stauseen und dem größten Atomkraftwerk des Landes in Embalse, das allerdings für mehrere Störfälle berüchtigt ist.

### Tourismus
Der Tourismus spielt in der Provinz eine große Rolle. Die Sierras de Córdoba sind nach der argentinischen Atlantikküste das zweitbeliebteste Reisegebiet in Argentinien, mit etwa drei Millionen Besuchern pro Jahr. Haupt-Touristenzentren sind neben der Provinzhauptstadt Villa Carlos Paz, Cosquín, La Falda, Villa General Belgrano und Mina Clavero, wo man in kristallklaren Flüssen baden, wandern und mehreren sportlichen Aktivitäten nachkommen kann. Ein weiteres Touristenzentrum ist die Laguna Mar Chiquita im Nordosten der Provinz.

### Wirtschaftliche Situation
Die Provinz steht im Bruttosozialprodukt pro Kopf auf einem mittleren Niveau in Argentinien, die Verteilung des Volkseinkommens auf die verschiedenen Schichten ist jedoch relativ ausgeglichen; daher sind die Armutsquote sowie die sogenannte Elendsrate (eine untere Armutsquote, die in Argentinien angewendet wird und die Bevölkerung mit besonders niedrigeren Einkommen bezeichnet) niedriger als im Landesdurchschnitt.
Generell gesehen gibt es ein Nordwest-Südost-Gefälle, wobei der Südosten (um Río Cuarto) am reichsten ist, während im Nordwesten die Armutsquote deutlich über dem Durchschnitt liegt. Weitere Wohlstandsinseln befinden sich in den Sierras, vor allem in im Tourismus erfolgreichen Orten, zu deren angestammten Einwohnerschaft sich Stadtflüchtlinge aus den oberen Einkommensklassen gesellt haben.

### Verkehr und Infrastruktur
Die Provinz ist verkehrsmäßig in nahezu allen Regionen gut erschlossen, Ausnahmen bilden Teile der Sierras de Córdoba und der extreme Nordwesten.
Einen internationalen Flughafen gibt es in Córdoba selbst, den Aeropuerto Internacional Ingeniero Taravella, auch unter dem Namen Pajas Blancas bekannt. Der zweite wichtige Flughafen ist der Flughafen Río Cuarto. Weitere Flugplätze gibt es in Villa María, Villa Dolores und La Cumbre, sie haben jedoch keine regulären Linienflüge.
Das Straßennetz ist sternförmig auf die Hauptstadt Córdoba ausgerichtet. Autobahnen und autobahnähnliche Schnellstraßen befinden sich zwischen Córdoba und Villa Carlos Paz sowie zwischen Córdoba und Villa María (z. T. noch in Bau, geplant Anbindung an Rosario). In Bau befindet sich die Strecke Córdoba – Jesús María. Geplant sind Río Cuarto – Las Higueras, Córdoba – San Francisco, Córdoba – Río Cuarto sowie der Ausbau der südlichen Ost-West-Verbindung Ruta Nacional 7 (Buenos Aires – Mendoza). Weiterhin erwähnenswert ist die erst in den 1990er Jahren fertiggestellte Ruta Nacional 20 zwischen Villa Carlos Paz und Mina Clavero, genannt Camino de las Altas Cumbres, die über eine bis zu 2.000 Meter hohe Hochebene in den Sierras Grandes führt.
Auch das Schienennetz ist auf die Provinzhauptstadt ausgerichtet, es befindet sich jedoch seit Beginn der 1990er-Jahre in einem sehr schlechten Zustand. Es gibt nur zwei von einem Personenzug befahrene Strecken (Córdoba – Villa María – Rosario – Buenos Aires und Córdoba – Cosquín).